# Violinkonzert (Korngold)

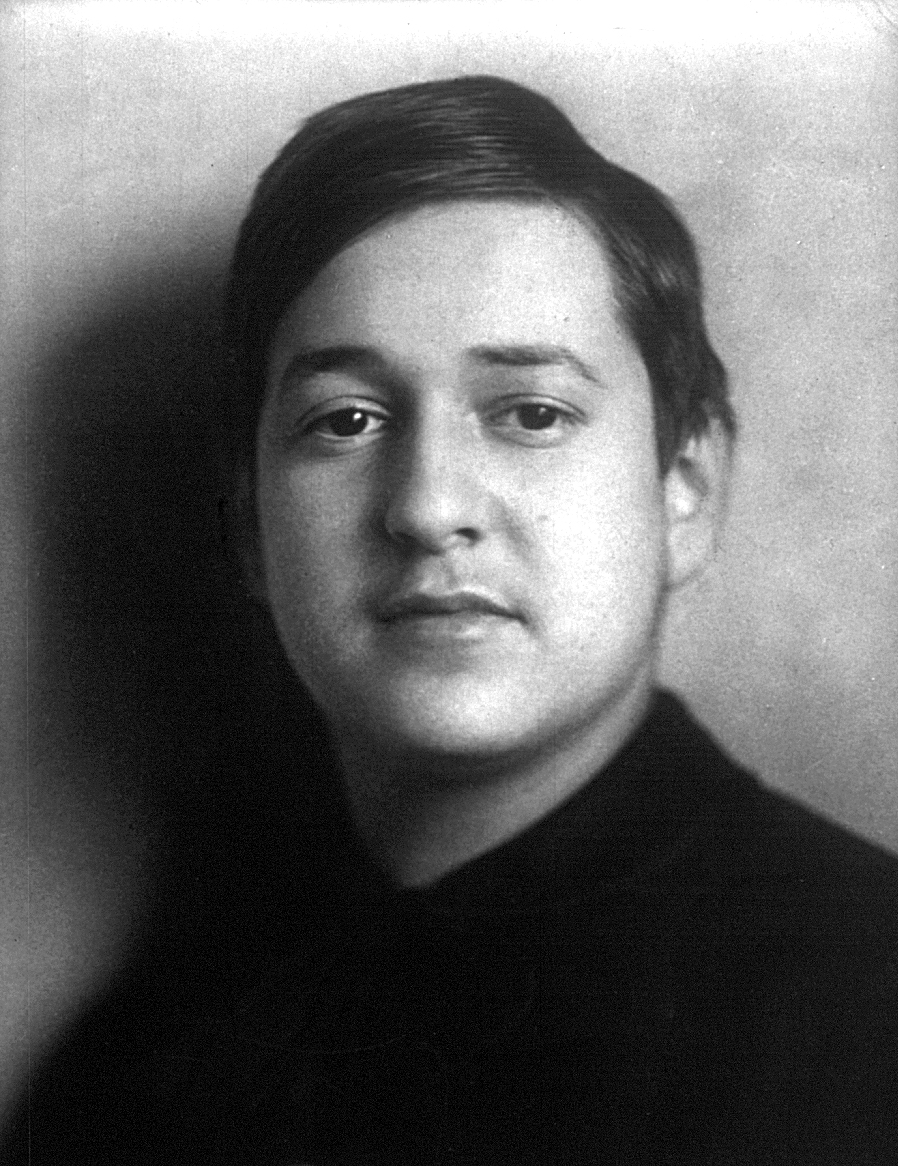
Erich Wolfgang Korngold

Das Konzert für Violine und Orchester D-Dur ist das Opus 35 des österreichisch-amerikanischen Komponisten Erich Wolfgang Korngold.

## Entstehung
Das Konzert entstand von 1937 bis 1939 (revidiert 1945) und wurde am 15. Februar 1947 mit Jascha Heifetz als Solisten unter der Leitung von Vladimir Golschmann mit dem Saint Louis Symphony Orchestra in St. Louis, Missouri uraufgeführt. Das Werk wurde dabei von den Besuchern gut aufgenommen, wobei es auch starke Kritik gab, wie von Irving Kolodin, der in der New York Sun schrieb, dieses Konzert sei „mehr Korn als Gold“.
Die europäische Erstaufführung fand am 30. Juni 1947 in Wien statt: Bronisław Gimpel spielte mit den Wiener Symphonikern unter Otto Klemperer.

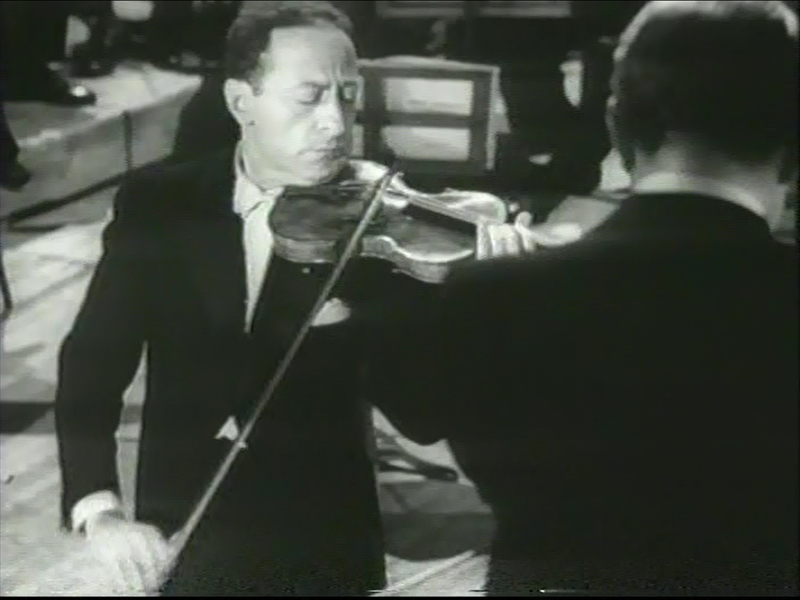
Jascha Heifetz, der Solist der Uraufführung (Foto aus besagtem Jahr 1947)

## Besetzung
2 Flöten (2. auch Piccolo), 2 Oboen (2. auch Englischhorn), 2 Klarinetten, Bassklarinette, 2 Fagotte (2. auch Kontrafagott), 4 Hörner, 2 Trompeten, 1 Posaune, Pauke, Schlagwerk (2 Spieler: große Trommel, Becken, Gong, Glockenspiel, Röhrenglocken, Xylophon, Vibraphon), Harfe, Celesta, Streicher.

## Musik
Das Stück besteht aus drei Sätzen
1. Moderato nobile
2. Romance: Andante
3. Allegro assai vivace

Eine Aufführung dauert etwa 23 Minuten.
Korngold verwendete viele seiner Themen mehrmals in seinem Werk. Ein besonders gutes Beispiel hierfür ist dieses Violinkonzert. So sind beispielsweise die Themen aus dem ersten Satz Korngolds Filmmusiken zu Another Dawn (1937) und Juarez (1939) entnommen, während der zweite Satz Anthony Adverse (1936) und der dritte Satz The Prince and the Pauper (1937) zitiert.
Korngold selbst sagte zu seinem Violinkonzert, es sei „mehr für einen Caruso als einen Paganini“. Diesen Affekt unterstreicht beispielsweise die nostalgische Kantilene, mit der das Konzert beginnt. Sie wird jedoch schon kurz darauf von einem weitaus aggressiveren Thema abgelöst.

## Einspielungen (Auswahl)
- Jascha Heifetz und das Los Angeles Philharmonic Orchestra unter Alfred Wallenstein (RCA, 1954)
- Ulf Hoelscher und das Radio-Sinfonieorchester Stuttgart unter Willy Mattes (EMI, 1974)
- Itzhak Perlman und das Pittsburgh Symphony Orchestra unter André Previn (EMI, 1981)
- Gil Shaham und das London Symphony Orchestra unter André Previn (DG, 1994)
- Chantal Juillet und das Rundfunk-Sinfonieorchester Berlin unter John Mauceri (Decca, 1996)
- Anne-Sophie Mutter und das London Symphony Orchestra unter André Previn (DG, 2004)
- Benjamin Schmid und die Wiener Philharmoniker unter  Seiji Ozawa (Oehms, 2004)
- James Ehnes und das Vancouver Symphony Orchestra unter Bramwell Tovey (Onyx, 2006)
- Renaud Capuçon und das Rotterdam Philharmonic Orchestra unter Yannick Nézet-Séguin (Virgin, 2009)
- Nikolaj Znaider und die Wiener Philharmoniker unter Valery Gergiev (RCA, 2009)
- Laurent Korcia und das Orchestre Philharmonique Royal de Liège unter Jean-Jacques Kantorow (Naïve, 2011)
- Vilde Frang und das hr-Sinfonieorchester unter James Gaffigan (Warner Classics, 2016)